# Expanded Disability Status Scale
Die Expanded Disability Status Scale (EDSS) ist eine von John F. Kurtzke entwickelte Leistungsskala, die den Schweregrad der Behinderung bei Multiple-Sklerose-Patienten zum Zeitpunkt der Erhebung angibt. Die Skala beginnt bei Grad 0,0 und endet bei Grad 10,0, wobei höhere Grade im Laufe der Erkrankung nur von einem Teil der Erkrankten erreicht werden.
Der Arzt bezieht sich bei der Ermittlung des Grades auf die Untersuchung der Funktionellen Systeme (FS) des Patienten.
Obwohl EDSS eine gängige Methode ist, wurde sie für einige ihrer Probleme kritisiert.

## Funktionelle Systeme (FS)
- Pyramidenbahn, z. B. Lähmungen
- Kleinhirn, z. B. Ataxie, Tremor
- Hirnstamm, z. B. Sprach/Schluckstörungen
- Sensorium, z. B. Verminderung des Berührungssinns
- Blasen- und Mastdarmfunktionen, z. B. Harn- bzw. Stuhlinkontinenz
- Sehfunktionen, z. B. eingeschränktes Gesichtsfeld-Skotom
- Zerebrale Funktionen, z. B. Wesensveränderung, Demenz

## EDSS-Grade
| Grad | Betroffen (FS)                                                                                 | Genauere Beschreibung |
| ---- | ---------------------------------------------------------------------------------------------- | --- |
| 0.0  | Grad 0 in allen funktionellen Systemen (FS)                                                    | normale neurologische Untersuchung |
| 1.0  | Grad 1 in einem FS                                                                             | Keine Behinderung, minimale Abnormität in einem funktionellen System |
| 1.5  | Grad 1 in mehr als einem FS                                                                    | Keine Behinderung, minimale Abnormität in mehr als 1 FS |
| 2.0  | Grad 2 in einem FS (andere 0 oder 1)                                                           | Minimale Behinderung in 1 FS |
| 2.5  | Grad 2 in mehr als einem FS (andere 0 oder 1)                                                  | Minimale Behinderung in 2 FS |
| 3.0  | Grad 2 in 3–4 FS oder Grad 3 in einem FS (andere 0 oder 1)                                     | Mäßiggrade Behinderung in 1 FS oder leichte Behinderung in 3–4 FS, jedoch voll gehfähig. |
| 3.5  | Grad 3 in 1 FS und Grad 2 in 1–2 FS oder Grad 3 in 2 FS oder Grad 2 in 5 FS, (andere 0 oder 1) | Voll gehfähig, aber mit mäßiger Behinderung in einem FS (Grad 3) und 1–2 FS Grad 2; oder zwei FS Grad 3; oder fünf FS Grad 2 |
| 4.0  | Grad 4 in einem FS (andere 0 oder 1)                                                           | Gehfähig ohne Hilfe und Rast für mindestens 500 m. Aktiv während ca. 12 Stunden pro Tag trotz relativ schwerer Behinderung |
| 4.5  | Grad 4 in einem FS (andere 0 oder 1)                                                           | Gehfähig ohne Hilfe und Rast für mindestens 300 m. Ganztägig arbeitsfähig. Gewisse Einschränkung der Aktivität, benötigt minimale Hilfe, relativ schwere Behinderung.                                                                 |
| 5.0  | Grad 5 in einem FS (andere 0 oder 1) oder Kombination niedrigerer Grade, aber über Grad 4.0    | Gehfähig ohne Hilfe und Rast für etwa 200 m. Behinderung schwer genug, um tägliche Aktivität zu beeinträchtigen (z. B. ganztägig zu arbeiten ohne besondere Vorkehrungen).                                                            |
| 5.5  | wie 5.0                                                                                        | Gehfähig ohne Hilfe und Rast für etwa 100 m. Behinderung schwer genug, um normale tägliche Aktivität zu verunmöglichen. |
| 6.0  | Kombinationen von Grad 3 in mehr als 2 FS oder mehr                                            | Bedarf intermittierend, oder auf einer Seite konstant, der Unterstützung (Krücke, Stock, Schiene) um etwa 100 m ohne Rast zu gehen.                                                                                                   |
| 6.5  | wie 6.0                                                                                        | Benötigt konstant beidseits Hilfsmittel (Krücke, Stock, Schiene), um etwa 20 m ohne Rast zu gehen. |
| 7.0  | Kombinationen von Grad 4 in mehr als 2 FS und mehr, selten Pyramidenbahn Grad 5 alleine        | Unfähig, selbst mit Hilfe, mehr als 5 m zu gehen. Weitgehend an den Rollstuhl gebunden. Bewegt den Rollstuhl selbst und transferiert ohne Hilfe.                                                                                      |
| 7.5  | wie 7.0                                                                                        | Unfähig, mehr als ein paar Schritte zu tun. An den Rollstuhl gebunden. Benötigt Hilfe für Transfer. Bewegt Rollstuhl selbst, aber vermag nicht den ganzen Tag im Rollstuhl zu verbringen. Benötigt eventuell motorisierten Rollstuhl. |
| 8.0  | Kombinationen meist von Grad 4 und mehr in mehreren FS                                         | Weitgehend an Bett oder Rollstuhl gebunden; pflegt sich weitgehend selbständig. Meist guter Gebrauch der Arme. |
| 8.5  | wie 8.0                                                                                        | Weitgehend ans Bett gebunden, auch während des Tages. Einiger nützlicher Gebrauch der Arme, einige Selbstpflege möglich. |
| 9.0  | Kombinationen meist Grad 4 und mehr                                                            | Hilfloser Patient im Bett. Kann essen und kommunizieren. |
| 9.5  | Kombinationen von fast ausschließlich Grad 4 und mehr                                          | Gänzlich hilfloser Patient. Unfähig zu essen, zu schlucken oder zu kommunizieren. |
| 10.0 |                                                                                                | Tod infolge MS |